# Graptolite
Ne doit pas être confondu avec Graptolitha.
Graptolithina
 (novembre 2013).
Si vous disposez d'ouvrages ou d'articles de référence ou si vous connaissez des sites web de qualité traitant du thème abordé ici, merci de compléter l'article en donnant les références utiles à sa vérifiabilité et en les liant à la section « Notes et références ».
Sous-classe
Les graptolites (Graptolithina) sont une sous-classe d'animaux hémichordés vivant en colonies (de trois à plusieurs milliers d'individus). Ils ont été découverts dans les couches géologiques du Cambrien supérieur jusqu'au Dinantien au Carbonifère inférieur. Leur apparition dès le Cambrien moyen est possible, selon la classification exacte d'un genre de graptolite probable : Chaunograptus.
Ressemblant à des polypes de coraux composés de tubes enroulés et dentelés, ces animaux coloniaux sont réunis autour d'une tige principale sur laquelle sont fixées de petites alvéoles où vit chaque spécimen.
Animaux ayant évolué rapidement et dont les fossiles sont trouvés dans le monde entier, ils forment d'excellents marqueurs stratigraphiques très utilisés pour la datation des couches d'une grande partie du Paléozoïque, ayant notamment permis une analyse très fine des assises siluriennes. Leur étude détaillée a été initiée par Charles Lapworth (1842-1920), qui a démontré leur intérêt en tant qu'index géologique. Les géologues continuent de l'utiliser comme marqueur paléoécologique et paléobiogéographique. 

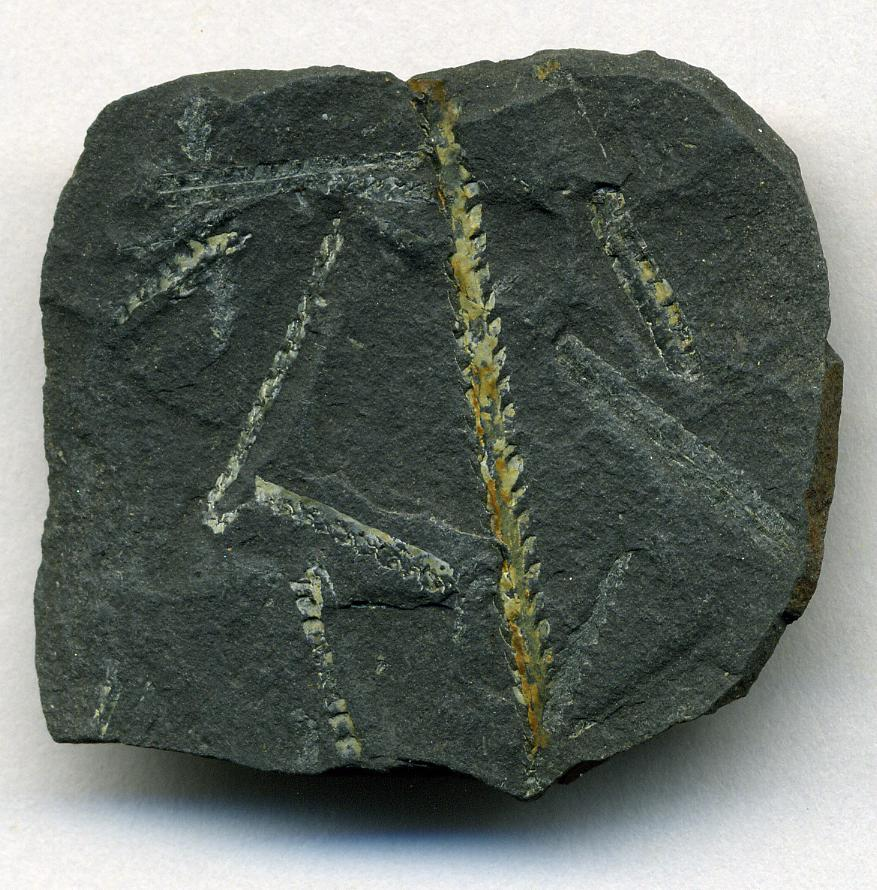
Climacograptus wilsoni (Dob's Linn, Écosse).

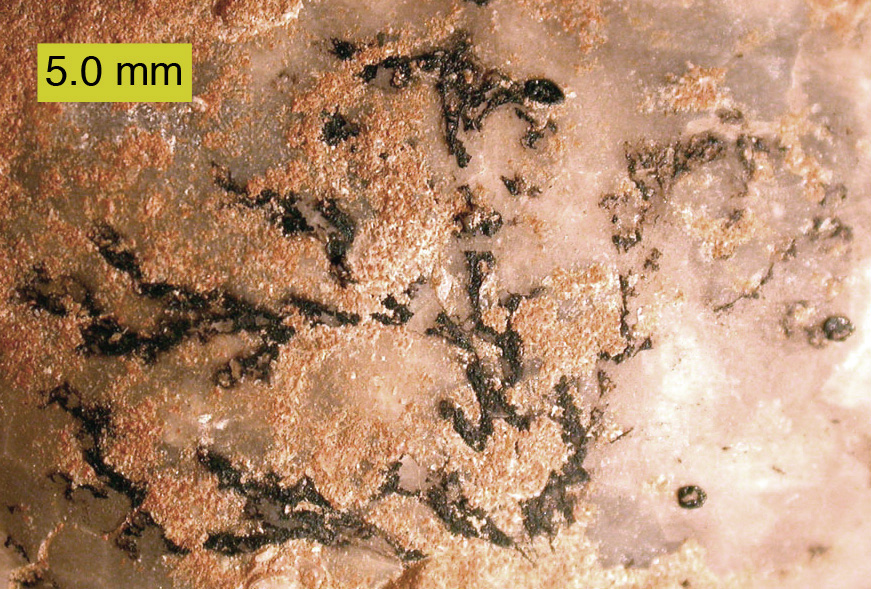
Thallograptus sphaericola.

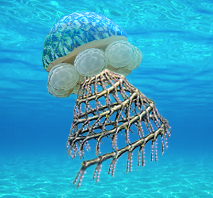
Restitution hypothétique d'un Graptolite à rhabdosome spiralé.

## Historique
Le nom graptolite provient du grec graptos et lithos, littéralement écrit sur la pierre, beaucoup de fossiles de graptolites ressemblant à des hiéroglyphes écrits sur le roc.
Considéré comme un groupe disparu depuis 300 millions d’années, des chercheurs ont toutefois découvert en 1989 des organismes vivants très semblables en Nouvelle-Calédonie près de l'île de Lifou. Ces organismes ptérobranches ont été apparentés aux Graptolites (Cephalodiscus graptolitoides) en 1993 par le professeur Dilly.

## Description
Les colonies de graptolites, appelées rhabdosomes, sont constituées à partir d'un individu initial appelé sicule ou sicula. Un stolon chitinisé constitue l'axe central de la colonie ; il possède un nombre variable de branches : les stypes. Le stolon comporte une série de thèques, petites loges latérales où vivent les individus constituant la colonie. Leur taille va de 2 mm à 1 m de longueur.
Certains graptolites vivaient à la surface des océans (formes planctoniques dérivant au gré des courants, flottant grâce à des vessies flottantes secrétées par la colonie). D'autres étaient munies d'un appareil de fixation (forme benthique, cas de la plupart des Dendroïdes) attaché à des algues par de fins filaments ou au fond des mers par des sortes de crampons, également secrétés par la colonie.
Leurs fossiles sont souvent trouvés dans des schistes noirs et fins, et de l'ardoise, correspondant à des dépôts lagunaires ou en mer calme, de faible profondeur. Ces couches se forment en milieu déficient en oxygène et sans population d'animaux nécrophages.
Des graptolites bien conservés peuvent aussi être trouvés dans du calcaire ou du grès, mais généralement ces roches se sont déposées dans des conditions favorables à une vie sur le fond marin incluant des nécrophages, aussi il n'y a guère de doutes que la plupart des graptolites morts y ont été dévorés avant d'être fossilisés.
Les fossiles sont aplatis dans le sens du dépôt des couches, en général en forme de dendrites ou de branches. Leurs restes peuvent être confondus avec des fossiles de plantes.

## Classification
La classification des graptolites reste discutée. Ils sont généralement considérés comme appartenant à la classe des Pterobranchia (ou Graptolithoidea).
La sous-classe des Graptolithina est parfois subdivisée en deux ordres :
- Dendroidea (dendroïdes), en forme de dendrites ou de branches (avec un grand nombre d'axes par branche).
- Graptoloidea, qui possèdent moins de branches (souvent 1 ou 2) ; voir Monograptus et Didymograptus.

Les dendroïdes sont les plus anciens (Cambrien supérieur) et souvent fixés sur le fond marin. Les Graptoloidea au mode de vie planctonique se sont séparés des dendroïdes benthiques au début de l'Ordovicien, probablement en passant par des stades semi-planctoniques, et sont abondants jusqu'au début du Dévonien. À partir de ce système, seules les formes les plus primitives perdurent, pour disparaître au Carbonifère inférieur.